# Wahlkreis Frosinone (Camera dei deputati)
Der Wahlkreis Frosinone war von 1993 bis 2005 und ist seit 2017 wieder ein Wahlkreis (italienisch collegio elettorale) für die Wahl der Abgeordnetenkammer.

## Von 1993 bis 2005

### Wahlkreisgebiet
Der Wahlkreis umfasste 13 Gemeinden: Amaseno, Arnara, Boville Ernica, Castro dei Volsci, Ceccano, Frosinone, Giuliano di Roma, Pofi, Ripi, Torrice, Vallecorsa, Veroli und Villa Santo Stefano.

### Wahlergebnisse

#### Parlamentswahl 1994

##### Direktstimmen
| Kandidaten               | Kandidaten                  | Parteien                                          | Stimmen | %    |
| ------------------------ | --------------------------- | ------------------------------------------------- | ------- | ---- |
|                          | Riccardo Mastrangeligewählt | Polo del Buon Governo (FI – AN – CCD – UdC – PLD) | 36.996  | 42,8 |
|                          | Francesco De Angelis        | Progressisti                                      | 26.879  | 31,1 |
|                          | Gian Franco Schietroma      | Patto per l’Italia                                | 18.837  | 21,8 |
|                          | Alessandro Crescenzi        | Lista Marco Pannella – Riformatori                | 3.657   | 4,2  |
| Gesamt                   | Gesamt                      | Gesamt                                            | 86.369  | 100  |
|                          |                             |                                                   |         |      |
| Ungültige Stimmen        | Ungültige Stimmen           | Ungültige Stimmen                                 | 8.387   | 8,9  |
| Wähler                   | Wähler                      | Wähler                                            | 94.756  | 84,4 |
| Wahlberechtigte          | Wahlberechtigte             | Wahlberechtigte                                   | 112.252 |      |
|                          |                             |                                                   |         |      |
| Quelle: Innenministerium |                             |                                                   |         |      |

##### Listenstimmen
| Parteien                             | Parteien                        | Parteien                           | Stimmen | %    |
| ------------------------------------ | ------------------------------- | ---------------------------------- | ------- | ---- |
|                                      | Polo del Buon Governo           | Forza Italia                       | 19.370  | 22,6 |
| Alleanza Nazionale                   | Polo del Buon Governo           | 16.730                             | 19,6    |      |
| ↳ Gesamt                             | Polo del Buon Governo           | 36.100                             | 42,2    |      |
|                                      | Progressisti                    | Partito Democratico della Sinistra | 18.418  | 21,5 |
| Partito della Rifondazione Comunista | Progressisti                    | 6.683                              | 7,8     |      |
| Partito Socialista Italiano          | Progressisti                    | 2.490                              | 2,9     |      |
| Alleanza Democratica                 | Progressisti                    | 1.448                              | 1,7     |      |
| ↳ Gesamt                             | Progressisti                    | 29.039                             | 33,9    |      |
|                                      | Patto per l’Italia              | Partito Popolare Italiano          | 15.739  | 18,4 |
|                                      | Lista Marco Pannella            | Lista Marco Pannella               | 3.955   | 4,6  |
|                                      | Movimento Cristiano Democratico | Movimento Cristiano Democratico    | 736     | 0,9  |
| Gesamt                               | Gesamt                          | Gesamt                             | 85.569  | 100  |
|                                      |                                 |                                    |         |      |
| Ungültige Stimmen                    | Ungültige Stimmen               | Ungültige Stimmen                  | 9.187   | 9,7  |
| Wähler                               | Wähler                          | Wähler                             | 94.756  | 84,4 |
| Wahlberechtigte                      | Wahlberechtigte                 | Wahlberechtigte                    | 112.252 |      |
|                                      |                                 |                                    |         |      |
| Quelle: Innenministerium             |                                 |                                    |         |      |

#### Parlamentswahl 1996

##### Direktstimmen
| Kandidaten               | Kandidaten                    | Parteien            | Stimmen | %    |
| ------------------------ | ----------------------------- | ------------------- | ------- | ---- |
|                          | Gian Franco Schietromagewählt | L’Ulivo             | 41.686  | 49,4 |
|                          | Riccardo Mastrangeli          | Polo per le Libertà | 37.691  | 44,6 |
|                          | Giuliano Trovini              | Fiamma Tricolore    | 5.073   | 6,0  |
| Gesamt                   | Gesamt                        | Gesamt              | 84.450  | 100  |
|                          |                               |                     |         |      |
| Ungültige Stimmen        | Ungültige Stimmen             | Ungültige Stimmen   | 9.251   | 9,9  |
| Wähler                   | Wähler                        | Wähler              | 93.701  | 82,2 |
| Wahlberechtigte          | Wahlberechtigte               | Wahlberechtigte     | 114.016 |      |
|                          |                               |                     |         |      |
| Quelle: Innenministerium |                               |                     |         |      |

##### Listenstimmen
| Parteien                                          | Parteien                             | Parteien                             | Stimmen | %    |
| ------------------------------------------------- | ------------------------------------ | ------------------------------------ | ------- | ---- |
|                                                   | Polo per le Libertà                  | Forza Italia                         | 20.944  | 24,9 |
| Alleanza Nazionale                                | Polo per le Libertà                  | 16.519                               | 19,6    |      |
| CCD – CDU                                         | Polo per le Libertà                  | 5.253                                | 6,2     |      |
| ↳ Gesamt                                          | Polo per le Libertà                  | 42.716                               | 50,8    |      |
|                                                   | L’Ulivo                              | Partito Democratico della Sinistra   | 18.564  | 22,1 |
| Popolari per Prodi (PPI – SVP – PRI – UD – Prodi) | L’Ulivo                              | 5.746                                | 6,8     |      |
| Rinnovamento Italiano                             | L’Ulivo                              | 3.264                                | 3,9     |      |
| Federazione dei Verdi                             | L’Ulivo                              | 3.175                                | 3,8     |      |
| ↳ Gesamt                                          | L’Ulivo                              | 30.749                               | 36,6    |      |
|                                                   | Partito della Rifondazione Comunista | Partito della Rifondazione Comunista | 8.328   | 9,9  |
|                                                   | Fiamma Tricolore                     | Fiamma Tricolore                     | 2.279   | 2,7  |
| Gesamt                                            | Gesamt                               | Gesamt                               | 84.072  | 100  |
|                                                   |                                      |                                      |         |      |
| Ungültige Stimmen                                 | Ungültige Stimmen                    | Ungültige Stimmen                    | 9.625   | 10,3 |
| Wähler                                            | Wähler                               | Wähler                               | 93.697  | 82,2 |
| Wahlberechtigte                                   | Wahlberechtigte                      | Wahlberechtigte                      | 114.016 |      |
|                                                   |                                      |                                      |         |      |
| Quelle: Innenministerium                          |                                      |                                      |         |      |

#### Parlamentswahl 2001

##### Direktstimmen
| Kandidaten               | Kandidaten         | Parteien           | Stimmen | %    |
| ------------------------ | ------------------ | ------------------ | ------- | ---- |
|                          | Benito Savogewählt | Casa delle Libertà | 44.801  | 51,3 |
|                          | Danilo Campanari   | L’Ulivo            | 35.715  | 40,9 |
|                          | Angelo Palazzo     | Democrazia Europea | 4.289   | 4,9  |
|                          | Ennio Cialone      | Lista Di Pietro    | 2.508   | 2,9  |
| Gesamt                   | Gesamt             | Gesamt             | 87.313  | 100  |
|                          |                    |                    |         |      |
| Ungültige Stimmen        | Ungültige Stimmen  | Ungültige Stimmen  | 7.113   | 7,5  |
| Wähler                   | Wähler             | Wähler             | 94.426  | 83,2 |
| Wahlberechtigte          | Wahlberechtigte    | Wahlberechtigte    | 113.528 |      |
|                          |                    |                    |         |      |
| Quelle: Innenministerium |                    |                    |         |      |

##### Listenstimmen
| Parteien                               | Parteien                             | Parteien                             | Stimmen | %    |
| -------------------------------------- | ------------------------------------ | ------------------------------------ | ------- | ---- |
|                                        | Casa delle Libertà                   | Forza Italia                         | 28.669  | 33,5 |
| Alleanza Nazionale                     | Casa delle Libertà                   | 13.247                               | 15,5    |      |
| CCD – CDU                              | Casa delle Libertà                   | 3.578                                | 4,2     |      |
| Nuovo PSI                              | Casa delle Libertà                   | 1.168                                | 1,4     |      |
| ↳ Gesamt                               | Casa delle Libertà                   | 46.662                               | 54,6    |      |
|                                        | L’Ulivo                              | Democratici di Sinistra              | 14.120  | 16,5 |
| La Margherita (Dem – PPI – RI – Udeur) | L’Ulivo                              | 8.428                                | 9,9     |      |
| Il Girasole (FdV – SDI)                | L’Ulivo                              | 2.556                                | 3,0     |      |
| Partito dei Comunisti Italiani         | L’Ulivo                              | 1.672                                | 2,0     |      |
| ↳ Gesamt                               | L’Ulivo                              | 26.776                               | 31,3    |      |
|                                        | Partito della Rifondazione Comunista | Partito della Rifondazione Comunista | 3.996   | 4,7  |
|                                        | Democrazia Europea                   | Democrazia Europea                   | 3.309   | 3,9  |
|                                        | Lista Di Pietro                      | Lista Di Pietro                      | 3.017   | 3,5  |
|                                        | Lista Emma Bonino                    | Lista Emma Bonino                    | 1.419   | 1,7  |
|                                        | Paese Nuovo                          | Paese Nuovo                          | 208     | 0,2  |
|                                        | Abolizione Scorporo                  | Abolizione Scorporo                  | 96      | 0,1  |
| Gesamt                                 | Gesamt                               | Gesamt                               | 85.483  | 100  |
|                                        |                                      |                                      |         |      |
| Ungültige Stimmen                      | Ungültige Stimmen                    | Ungültige Stimmen                    | 8.945   | 9,5  |
| Wähler                                 | Wähler                               | Wähler                               | 94.428  | 83,2 |
| Wahlberechtigte                        | Wahlberechtigte                      | Wahlberechtigte                      | 113.528 |      |
|                                        |                                      |                                      |         |      |
| Quelle: Innenministerium               |                                      |                                      |         |      |

## Von 2017 bis 2020

### Wahlkreisgebiet
Der Wahlkreis umfasste 33 Gemeinden; genauer gesagt, 33 von 91 Gemeinden der Provinz Frosinone (Acuto, Alatri, Amaseno, Anagni, Arnara, Boville Ernica, Castro dei Volsci, Ceccano, Collepardo, Ferentino, Filettino, Fiuggi, Frosinone, Fumone, Giuliano di Roma, Guarcino, Morolo, Paliano, Patrica, Piglio, Pofi, Ripi, Serrone, Sgurgola, Supino, Torre Cajetani, Torrice, Trevi nel Lazio, Trivigliano, Vallecorsa, Veroli, Vico nel Lazio und Villa Santo Stefano).

### Wahlergebnisse

#### Parlamentswahl 2018
| Kandidaten               | Kandidaten                 | Stimmen | %    | Listen                                      | Stimmen | %    |
| ------------------------ | -------------------------- | ------- | ---- | ------------------------------------------- | ------- | ---- |
|                          | Francesco Zicchierigewählt | 60.096  | 41,0 | Forza Italia                                | 25.325  | 17,3 |
| Lega                     | Francesco Zicchierigewählt | 60.096  | 41,0 | 25.188                                      | 17,2    |      |
| Fratelli d’Italia        | Francesco Zicchierigewählt | 60.096  | 41,0 | 7.773                                       | 5,3     |      |
| Noi con l’Italia – UDC   | Francesco Zicchierigewählt | 60.096  | 41,0 | 1.810                                       | 1,2     |      |
|                          | Raffaele Nalli             | 52.281  | 35,7 | Movimento 5 Stelle                          | 52.281  | 35,7 |
|                          | Francesca Cerquozzi        | 25.104  | 17,1 | Partito Democratico                         | 21.171  | 14,5 |
| +Europa                  | Francesca Cerquozzi        | 25.104  | 17,1 | 1.737                                       | 1,2     |      |
| Italia Europa Insieme    | Francesca Cerquozzi        | 25.104  | 17,1 | 1.126                                       | 0,8     |      |
| Civica Popolare          | Francesca Cerquozzi        | 25.104  | 17,1 | 1.070                                       | 0,7     |      |
|                          | Marco Maddalena            | 3.991   | 2,7  | Liberi e Uguali                             | 3.991   | 2,7  |
|                          | Fernando Incitti           | 2.086   | 1,4  | CasaPound Italia                            | 2.086   | 1,4  |
|                          | Carla Corsetti             | 926     | 0,6  | Potere al Popolo!                           | 926     | 0,6  |
|                          | Roberto Spaziani           | 834     | 0,6  | Partito Comunista                           | 834     | 0,6  |
|                          | Sonia Bianchi              | 461     | 0,3  | Italia agli Italiani (FT – FN)              | 461     | 0,3  |
|                          | Paolo Gionchetti           | 419     | 0,3  | Il Popolo della Famiglia                    | 419     | 0,3  |
|                          | Arduino Fraveto            | 133     | 0,1  | Per una Sinistra Rivoluzionaria (SCR – PCL) | 133     | 0,1  |
|                          | Anna Rita Putzu            | 81      | 0,1  | Lista del Popolo per la Costituzione        | 81      | 0,1  |
| Gesamt                   | Gesamt                     | 146.412 | 100  |                                             | 146.412 | 100  |
|                          |                            |         |      |                                             |         |      |
| Ungültige Stimmen        | Ungültige Stimmen          | 7.151   | 4,7  |                                             |         |      |
| Wähler                   | Wähler                     | 153.563 | 75,1 |                                             |         |      |
| Wahlberechtigte          | Wahlberechtigte            | 204.593 |      |                                             |         |      |
|                          |                            |         |      |                                             |         |      |
| Quelle: Innenministerium |                            |         |      |                                             |         |      |

## Seit 2020

### Wahlkreisgebiet
| Wahlkreise – Camera dei deputati – Latium | Wahlkreise – Camera dei deputati – Latium | Wahlkreise – Camera dei deputati – Latium |
| Provinz                                   | Provinz                                   | Gemeinden nach Provinzen ⮞ Wahlkreis |
| ----------------------------------------- | ----------------------------------------- | --- |
|                                           | Metropolitanstadt Rom (121 Gemeinden)     | ↳ Latium 1: Teil Roms ⮞ Wahlkreis Rom – Municipio I Teil Roms ⮞ Wahlkreis Rom – Municipio III Teil Roms ⮞ Wahlkreis Rom – Municipio V 1 + Teil Roms ⮞ Wahlkreis Rom – Municipio VII 1 + Teil Roms ⮞ Wahlkreis Rom – Municipio X 1 + Teil Roms ⮞ Wahlkreis Rom – Municipio XI Teil Roms ⮞ Wahlkreis Rom – Municipio XIV 63 ⮞ Wahlkreis Guidonia Montecelio 18 ⮞ Wahlkreis Velletri ↳ Latium 2: 30 ⮞ Wahlkreis Rieti 6 ⮞ Wahlkreis Viterbo |
|                                           | Provinz Frosinone (91 Gemeinden)          | 60 ⮞ Wahlkreis Frosinone 31 ⮞ Wahlkreis Terracina |
|                                           | Provinz Latina (33 Gemeinden)             | 17 ⮞ Wahlkreis Latina 16 ⮞ Wahlkreis Terracina |
|                                           | Provinz Rieti (73 Gemeinden)              | alle ⮞ Wahlkreis Rieti |
|                                           | Provinz Viterbo (60 Gemeinden)            | 48 ⮞ Wahlkreis Viterbo 12 ⮞ Wahlkreis Rieti |

Der Wahlkreis umfasst 60 Gemeinden der Provinz Frosinone: Acuto, Alatri, Alvito, Amaseno, Anagni, Arnara, Arpino, Atina, Boville Ernica, Broccostella, Campoli Appennino, Casalattico, Casalvieri, Castelliri, Castro dei Volsci, Ceccano, Ceprano, Collepardo, Falvaterra, Ferentino, Filettino, Fiuggi, Fontana Liri, Fontechiari, Frosinone, Fumone, Gallinaro, Giuliano di Roma, Guarcino, Isola del Liri, Monte San Giovanni Campano, Morolo, Paliano, Pastena, Patrica, Pescosolido, Picinisco, Piglio, Pofi, Posta Fibreno, Ripi, San Biagio Saracinisco, San Donato Val di Comino, Santopadre, Serrone, Settefrati, Sgurgola, Sora, Strangolagalli, Supino, Torre Cajetani, Torrice, Trevi nel Lazio, Trivigliano, Vallecorsa, Veroli, Vicalvi, Vico nel Lazio, Villa Latina und Villa Santo Stefano.

### Wahlergebnisse

#### Parlamentswahl 2022
| Kandidaten                          | Kandidaten                | Stimmen | %    | Listen                                                  | Stimmen | %    |
| ----------------------------------- | ------------------------- | ------- | ---- | ------------------------------------------------------- | ------- | ---- |
|                                     | Massimo Ruspandinigewählt | 93.380  | 54,5 | Fratelli d’Italia                                       | 56.664  | 33,1 |
| Lega per Salvini Premier            | Massimo Ruspandinigewählt | 93.380  | 54,5 | 18.260                                                  | 10,7    |      |
| Forza Italia                        | Massimo Ruspandinigewählt | 93.380  | 54,5 | 17.486                                                  | 10,2    |      |
| Noi Moderati                        | Massimo Ruspandinigewählt | 93.380  | 54,5 | 970                                                     | 0,6     |      |
|                                     | Andrea Turriziani         | 31.610  | 18,5 | Partito Democratico – Italia Democratica e Progressista | 23.954  | 14,0 |
| Alleanza Verdi e Sinistra           | Andrea Turriziani         | 31.610  | 18,5 | 3.865                                                   | 2,3     |      |
| +Europa                             | Andrea Turriziani         | 31.610  | 18,5 | 2.835                                                   | 1,7     |      |
| Impegno Civico – Centro Democratico | Andrea Turriziani         | 31.610  | 18,5 | 956                                                     | 0,6     |      |
|                                     | Ilaria Fontana            | 28.423  | 16,6 | Movimento 5 Stelle                                      | 28.423  | 16,6 |
|                                     | Stefano Carducci          | 11.074  | 6,5  | Azione – Italia Viva                                    | 11.074  | 6,5  |
|                                     | Damiana Fiammenghi        | 2.638   | 1,5  | Italexit per l’Italia                                   | 2.638   | 1,5  |
|                                     | Sonia Sale                | 2.493   | 1,5  | Unione Popolare                                         | 2.493   | 1,5  |
|                                     | Paolo Di Ruzza            | 1.568   | 0,9  | Italia Sovrana e Popolare                               | 1.568   | 0,9  |
| Gesamt                              | Gesamt                    | 171.186 | 100  |                                                         | 171.186 | 100  |
|                                     |                           |         |      |                                                         |         |      |
| Ungültige Stimmen                   | Ungültige Stimmen         | 8.837   | 4,9  |                                                         |         |      |
| Wähler                              | Wähler                    | 180.023 | 63,8 |                                                         |         |      |
| Wahlberechtigte                     | Wahlberechtigte           | 282.186 |      |                                                         |         |      |
|                                     |                           |         |      |                                                         |         |      |
| Quelle: Innenministerium            |                           |         |      |                                                         |         |      |